# Radošinovci
Radošinovci falu Horvátországban Zára megyében. Közigazgatásilag Benkovachoz tartozik.

## Fekvése
Zárától légvonalban 38, közúton 53 km-re délkeletre, községközpontjától légvonalban 13, közúton 18 km-re délre Dalmácia északi részén, Ravni kotar területén, Vrána délkeleti szomszédságában, a Vránai-tó közelében fekszik. A Vránai-tó partvidéke természetvédelmi terület.

## Története
A település nevét egykori birtokosáról a Radošinović nemzetségről kapta. 1608-ban a nemzetség 34 tagja élt Biograd városában, ahol még 1727-ben is éltek leszármazottaik. Területe 1409-től, miután Velence Dalmáciát megszerezte a Magyar Királyság és a Velencei Köztársaság határvidékén feküdt. Vrána igazgatása alá tartozott. A 16. században felépült Páduai Szent  Antal tiszteletére szentelt temploma. 1527-ben a környező településekkel együtt elfoglalta a török. Az 1645 és 1669 között dúlt kandiai háború idején lakossága a védettebb tengerparti városokba menekült. A török uralom 1683-ig tartott. Plébániáját 1700-ban említik először, de 1851-ben elveszítette e rangját és szolgálatát a vránai plébánia káplánja látta el. 1797-ig a Velencei Köztársaság része volt. Miután a francia seregek felszámolták a Velencei Köztársaságot és a campo formiói béke értelmében osztrák csapatok szállták meg. 1806-ban a pozsonyi béke alapján az Első Francia Császárság Illír Tartományának része lett. 1815-ben a bécsi kongresszus újra Ausztriának adta, amely a Dalmát Királyság részeként Zárából igazgatta 1918-ig. A településnek 1857-ben 178, 1910-ben 242 lakosa volt. Az első világháború után előbb a Szerb-Horvát-Szlovén Királyság, majd Jugoszlávia része lett. A második világháború idején 1941-ben a szomszédos településekkel együtt Olaszország fennhatósága alá került. Az 1943. szeptemberi olasz kapituláció után visszatért Horvátországhoz, majd újra Jugoszlávia része lett. 1991-ben lakosságának 77 százaléka horvát, 21 százaléka szerb nemzetiségű volt. A délszláv háború során mindvégig horvát kézen maradt. A településnek 2011-ben 238 lakosa volt, akik főként mezőgazdasággal és állattartással foglalkoztak.

## Lakosság
| Lakosság változása | Lakosság változása | Lakosság változása | Lakosság változása | Lakosság változása | Lakosság változása | Lakosság változása | Lakosság változása | Lakosság változása | Lakosság változása | Lakosság változása | Lakosság változása | Lakosság változása | Lakosság változása | Lakosság változása | Lakosság változása |
| ------------------ | ------------------ | ------------------ | ------------------ | ------------------ | ------------------ | ------------------ | ------------------ | ------------------ | ------------------ | ------------------ | ------------------ | ------------------ | ------------------ | ------------------ | ------------------ |
| 1857               | 1869               | 1880               | 1890               | 1900               | 1910               | 1921               | 1931               | 1948               | 1953               | 1961               | 1971               | 1981               | 1991               | 2001               | 2011               |
| 178                | 458                | 170                | 161                | 211                | 242                | 419                | 422                | 435                | 493                | 541                | 508                | 426                | 479                | 266                | 238                |

## Nevezetességei
- Páduai Szent Antal tiszteletére szentelt plébániatemploma a 16. században épült. Egyhajós épület sekrestyével. Főoltára és szentségtartója márványból készült, oltárképén Szűz Mária ábrázolása látható. Szembemiséző oltárát fából faragták. Falfülkéjében Páduai Szent  Antal szobra látható. Említésre méltó még a régi kő keresztelőmedence. A homlokzat feletti pengefalú harangépítményben két harang található. A templomot 2001-ben megújították.[2]
- A Kamenjarka-hegyen álló Mindenszentek kápolna 1996-ban épült.[2]